# Markus Katzer
Markus Katzer (Viena, Austria, 11 de diciembre de 1979) es un futbolista austriaco. Juega de defensa y su equipo actual es el First Vienna F. C. de la Wiener Stadtliga.

## Biografía
Katzer empezó su carrera futbolística en las categorías inferiores del Admira Wacker, hasta que en 2000 firmó un contrato profesional. Debutó en la Bundesliga de Austria el 24 de mayo de 2001.
En 2004 fichó por el Rapid de Viena. Con este equipo conquista el título de Liga en dos ocasiones (2005 y 2008). En la temporada 2005-06 debutó en la Liga de Campeones de la UEFA en un partido en el que su equipo fue derrotado por el FC Bayern de Múnich por 4 a 0.

### Selección nacional
Ha sido internacional con la selección de fútbol de Austria en 11 ocasiones. Su debut como internacional se produjo el 20 de agosto de 2003 en un partido contra Costa Rica.
Fue convocado por su selección para disputar la Eurocopa de Austria y Suiza de 2008, aunque no participó en ningún partido.

## Clubes
| Club                      | País    | Año       |
| ------------------------- | ------- | --------- |
| VfB Admira Wacker Mödling | Austria | 2001-2004 |
| Rapid Viena               | Austria | 2004-2013 |
| VfB Admira Wacker Mödling | Austria | 2013-2015 |
| First Vienna F. C.        | Austria | 2015-     |

## Títulos
- 2 Ligas de Austria (Rapid Viena, 2005 y 2008)